# Суткус, Витаутас
Витаутас Суткус (лит. Vytautas Sutkus; род. 15 мая 1949, Вильнюс — 13 декабря 2020) — советский и литовский шахматист, международный мастер ИКЧФ (2010).

## Биография
Старший брат гроссмейстера ИКЧФ Р. Суткуса.
В составе сборной Литовской ССР победитель 7-го командного чемпионата СССР по переписке (1982—1984 гг.), серебряный призёр 8-го командного чемпионата СССР по переписке (1984—1987 гг., лучший результат на 9-й доске).
В составе сборной Литвы серебряный призер 12-го командного чемпионата мира по переписке.
Основатель Литовской федерации заочных шахмат.
Победитель 28-го чемпионата Литвы по переписке (2010—2012 гг.; разделил 1—2 места и получил золотую медаль благодаря лучшему коэффициенту Бергера).
В мемориале Р. Суткуса (проводился в 2008—2011 гг.) занял 2-е место и выполнил норму международного мастера ИКЧФ.

## Основные спортивные результаты
| Год       | Соревнование                                                    | + | −  | = | Результат | Место                       |
| --------- | --------------------------------------------------------------- | - | -- | - | --------- | --------------------------- |
| 1977—1978 | 9-й чемпионат Литовской ССР                                     | 0 | 10 | 4 | 2 из 14   | 15                          |
| 1982—1984 | 7-й командный чемпионат СССР (сборная Литовской ССР, 9-я доска) |   |    |   | 10 из 16  | Команда — чемпион           |
| 1984—1987 | 8-й командный чемпионат СССР (сборная Литовской ССР, 9-я доска) |   |    |   | 12 из 16  | 1—2 на доске; команда — 2-я |
| 1988—1989 | 14-й чемпионат Литовской ССР                                    | 5 | 6  | 3 | 6½ из 14  | 11                          |
| 1998—2004 | 12-й командный чемпионат мира (сборная Литвы, 6-я доска)        | 4 | 1  | 6 | 7 из 11   | Команда — 2-я               |
| 2008—2011 | Мемориал Р. Суткуса                                             |   |    |   |           | 2                           |
| 2010—2012 | 28-й чемпионат Литвы                                            | 8 | 0  | 6 | 11 из 14  | 1—2                         |